# Магистрала 13 на САЩ
Магистрала 13 на САЩ (United States Route 13) е пътна магистрала, част от Магистралната система на Съединените щати преминаваща през щатите Северна Каролина, Вирджиния, Мериленд, Делауеър и Ню Йорк. Обща дължина 513,3 мили (826,1 km), от които най-много в Северна Каролина 189,1 мили (304,3 km), най-малко – в Мериленд 42,5 мили (68,4 km). Магистралата започва при изход № 58 на Междущатска магистрала 95, североизточно от град Файтсфил, в южната част на Северна Каролина и се насочва на североизток, катопоследователно преминава през 6 окръжни центъра и след 304 km достига до границата с Вирджиния. Тук на протежение от 75 km магистралата последователно преминава през градовете Съфолк, Чесапийк и Норфолк, след което чрез 33,8-километров мост и тунел преодолява устието на залива Чесапийк и след още 117 km навлиза в щата Мериленд. Оттук до края магистралата има северно направление като преминава през щата Мериленд (68 km), щата Делауеър (166 km) – градовете Доувър и Уилмингтън и щата Пенсилвания (79 km) – гр. Филаделфия и завършва при 2374 km на Магистрала 1 на САЩ, западно от град Морисвил, в близост до границата с щата Ню Джърси.
От Магистрала 13 на САЩ се отделя една магистрали, която също е от Магистралната система на Съединените щати:
- Магистрала 113  в щатите Мериленд и Делауеър 74,8 мили (120,3 km).

| Щат              | мили  | km    | Градове (центрове на окръзи), граници, реки и др. | Щат         | мили  | km    | Градове (центрове на окръзи), граници, реки и др. |
| ---------------- | ----- | ----- | ------------------------------------------------- | ----------- | ----- | ----- | ------------------------------------------------- |
| Северна Каролина |       |       |                                                   | Мериленд    | 318,2 | 512,0 |                                                   |
|                  | 0,0   | 0,0   | изход № 58 Междущатска магистрала 95              |             | 0,0   | 0,0   | граница с Вирджиния                               |
|                  | 50,5  | 81,3  | гр. Гордсбъро                                     |             | 19,7  | 31,8  | гр. Принсес Ан                                    |
|                  | 72,5  | 116,7 | гр. Сноу Хил                                      |             | 35,3  | 56,9  | гр. Салсбъри                                      |
|                  | 96,0  | 154,3 | гр. Грийнвил                                      |             | 42,5  | 68,4  | граница с Делауеър                                |
|                  | 129,1 | 207,8 | гр. Уилямстън                                     | Делауеър    | 360,7 | 580,4 |                                                   |
|                  | 141,5 | 227,7 | гр. Уиндзър                                       |             | 0,0   | 0,0   | граница с Мериленд                                |
|                  | 173,7 | 279,5 | гр. Уинтън                                        |             | 50,2  | 80,7  | гр. Доувър                                        |
|                  | 189,1 | 304,3 | граница с Вирджиния                               |             | 94,4  | 152,0 | гр. Уилмингтън                                    |
| Вирджиния        | 189,1 | 304,3 |                                                   |             | 103,3 | 166,3 | граница с Пенсилвания                             |
|                  | 0,0   | 0,0   | граница със Северна Каролина                      | Пенсилвания | 464,0 | 746,7 |                                                   |
|                  | 15,4  | 24,8  | гр. Съфолк                                        |             | 0,0   | 0,0   | граница с Делауеър                                |
|                  | 35,6  | 57,4  | гр. Чесапийк                                      |             | 5,2   | 8,4   | гр. Честър                                        |
|                  | 43,5  | 70,0  | гр. Норфолк                                       |             | 18,2  | 29,3  | гр. Филаделфия                                    |
|                  | 50,0  | 80,5  | зал. Чесапийк                                     |             | 40,9  | 65,9  | гр. Бристъл                                       |
|                  | 81,3  | 130,8 | гр. Иствил                                        |             | 49,3  | 79,4  | 2374 km на Магистрала 1 на САЩ                    |
|                  | 109,0 | 175,4 | гр. Акомак                                        | Общо        | 513,3 | 826,1 |                                                   |
|                  | 129,1 | 207,7 | граница с Мериленд                                |             |       |       |                                                   |